# Horisme minuata
Horisme minuata är en fjärilsart som beskrevs av Walker 1860. Horisme minuata ingår i släktet Horisme och familjen mätare. Inga underarter finns listade i Catalogue of Life.